# Братська могила «Не пройдуть!»
Братська могила «Не пройдуть!». Пам'ятка знаходиться на площі 40-річчя Перемоги у сквері Тернівського району м. Кривий Ріг.

## Передісторія
Пам'ятка пов'язана з подіями Другої світової війни. У жовтні 1943 р. частини 188-ї, 92-ї, 15-ї та 28-ї стрілецьких дивізій, 10-ї повітрянодесантної дивізії 37-ї армії разом із 5-ю гвардійської танковою армією визволили північну частину м. Кривий Ріг та селище Веселі Терни від окупантів. У братській могилі поховані загиблі воїни-визволителі півночі Криворіжжя, серед них Герой Радянського Союзу — Ухо Ілля Гнатович.
У 1965 р. на місці поховання було встановлено пам'ятник — обеліск та меморіальну плиту.
Рішенням Дніпропетровського облвиконкому від 08.08.1970 р. № 618 пам'ятка була взята на державний облік з охоронним номером 1667.
У 1975 році до братської могили відбулося перепоховання з двох інших братських поховань Тернівського району: братської могили радянських воїнів села Новоіванівка (№ 1668) та братської могили радянських воїнів села Веселі Терни (№ 1666).
Згідно з даними Тернівського райвійськкомату за 1993 р., опублікованими на сайті https://www.webcitation.org/67YAQ3miH?url=http://www.obd-memorial.ru/, в братській могилі поховано 563 загиблих радянських бійців, прізвища яких встановлено, з них три підпільники та один Герой Радянського Союзу І. Г. Ухо.
Відповідно до списку увічнених воїнів, опублікованих на сайті www.krivoyrog-poshuk.ho.ua, станом на 2017 рік установлено дані щодо 548 загиблих радянських бійців, серед них три підпільники та один Герой Радянського Союзу І. Г. Ухо.
Бурцев Василь Федорович (1916/1917 — 31.10.1943), Лисяк Іван Дорофійович (1924 — 31.10.1943) та Сологубов Н. П. — учасники підпільного руху, у роки окупації Кривого Рогу діяли в складі підпільної групи Просяника В. І. (січень 1942 — жовтень 1943), загинули під час визволення селища Рибасове.
Ухо Ілля Гнатович (1923, Сумська обл. — 02.03.1944) отримав звання Героя Радянського Союзу 22.02.1944 р. за уміле керівництво боєм при форсуванні Дніпра у складі 276-го гвардійського стрілецького полку 92-ї гвардійської стрілецької дивізії. Під час визволення Кривого Рогу командував взводом мінометів, кинув 3 гранати під німецький танк «Тигр». Грамота Героя зберігається в Тернівському філіалі Криворізького історико-краєзнавчого музею.
У 1978 році відбулася реконструкція пам'ятки, під час якої було встановлено новий пам'ятник за проєктом криворізького художника Юрія Ларіна. У 1982 р. залізобетонна споруда була обкладена рожевим туфом майстрами з Вірменії.
Більшість імен встановили слідопити Криворізької загальноосвітньої школи № 40 під керівництвом краєзнавців-істориків В. Кайстренка та А. Сторчак.

## Пам'ятка
Братська могила у вигляді насипу з пласкою вершиною, прямокутної в плані форми, розмірами 24,0 × 12,0 м висотою 1,0 м, задернована, огороджена бордюром з неполірованих гранітних блоків червонуватого кольору. На південному схилі насипу, торкаючись нижнім своїм краєм бордюру, лежить меморіальна плита з неполірованого граніту червонуватого кольору, розмірами 1,20 × 1,0 × 0,15 м. На ній гравіюванням виконано напис російською мовою у 8 рядків:
ПОМНИТЕ!
ЧЕРЕЗ ГОДА,
ЧЕРЕЗ ВЕКА.
ПОМНИТЕ! О ТЕХ, КТО УЖЕ
НЕ ПРИДЕТ
НИКОГДА.

ПОМНИТЕ!
Напис пофарбовано в білий колір.
Вічний вогонь розташований на відстані 10,0 м від південного краю братської могили. Являє собою залізну біконічну ємність діаметром 1,35 м, висотою 0,4 м, наверху — вінок із дубового листя, діаметром 0,5 м. Газовий пальник — труба діаметром 0,2 м. Пофарбовано в чорний колір. Навколо ємності по квадрату 2,20 × 2,20 м висаджена трава, далі — плити з граніту.
Пам'ятник у вигляді руки, що стискає автомат, знаходиться на платформі, що на 1,80 м вище за рівень розташування братської могили та Вічного вогню. Пам'ятник виготовлено з залізобетону, пофарбовано в червоно-коричневий колір (колір руди). Довжина композиції (рука з автоматом) 15,20 м, висота 4,50 м, ширина 1,10 м. Зверху покриття з оцинкованого заліза.
Стела залізобетонна, прямокутної форми, розмірами 3,08 × 1,08 м, висотою 15,0 м, розташована на відстані 0,54 м позаду «руки з автоматом». У центрі стели — заглиблене ненаскрізне зображення п'ятикутної зірки. Стела пофарбована у червоно-коричневий колір.
Меморіальні плити розташовані на східній стороні платформи з пам'ятником. Плити, загальною кількістю 66 одиниць, виготовлено з полірованого лабрадориту чорного кольору з синюватим відтінком. Розміри плит: 1,0 × 0,7 м. Плити закріплені щільно одна біля одної на стіні, що розташована під кутом 80°. Знизу під плитами з лабрадориту розміщено плити з червоного полірованого граніту розмірами 0,7 × 0,3 м. На 57 плитах вигравірувані військові звання, прізвища та ініціали похованих воїнів. Написи пофарбовано в білий колір.

На одній плиті розміщено зірку Героя Радянського Союзу й напис російською мовою:
Герой Советского Союза старший сержант Ухо Илья Игнатьевич
На двох плитах дати: «1941» і «1945» обрамлені вінками. На трьох плитах напис російською мовою:
Вечная слава героям, павшим в боях за свободу и независимость нашей Родины.